# Xahà banyut
El xahà banyut (Anhima cornuta) és l'única espècie d'ocell del gènere Anhima, dins la família dels anhímids (Anhimidae). Viuen als aiguamolls de la zona tropical d'Amèrica del Sud. No se n'han descrit subespècies.

## Descripció
- Fan 84 - 95 cm de llargària, amb un pes de 3,5 kg.
- Tenen un bec petit, semblant al d'un pollastre i els peus són parcialment palmats.
- El plomatge de cap i pit és negre, amb petites taques blanques al capell, la gola i les cobertores alars. El ventre i la part inferior de les ales són blanques.
- Una llarga excrescència còrnia projectada cap endavant des del capell, dona nom a aquesta espècie. Compta amb dos afilats esperons a la part anterior de les ales.

## Hàbitat i distribució
Viu en aiguamolls amb abundant vegetació on s'alimenta arrels i fulles de plantes aquàtiques. Aquest ocell habita les terres baixes, a llevant dels Andes, ocupant zones de Colòmbia, Veneçuela, la Guaiana, Brasil, est de l'Equador i el Perú, i nord de Bolívia. També en petites zones a ponent dels Andes, a l'Equador. S'han extingit a Trinitat i Tobago.

## Reproducció
El niu és un gran munt de vegetació flotant, ancorat en aigües poc profundes. Pon tres ous de color marró oliva. Els joves, com els de la majoria dels anseriformes, són actius des del moment que surten de l'ou.